# Molten
Molten (株式会社モルテン) ist ein Sportgeräte- und Automobilteilehersteller mit Sitz in Hiroshima, Japan.
Molten ist vor allem für die Herstellung von Bällen für verschiedene Mannschaftssportarten bekannt. Die Produktpalette umfasst Bälle für 'American Football', Fußbälle, Basketbälle, Völkerbälle, Handbälle und Volleybälle. Die Basketbälle von Molten sind die offiziellen Bälle für alle weltweiten FIBA-Wettbewerbe und für zahlreiche nationale Ligen außerhalb Nordamerikas.
Molten ist auch der offizielle Volleyballhersteller für USA Volleyball und die NCAA-Meisterschaften der Männer und Frauen.

## Geschichte

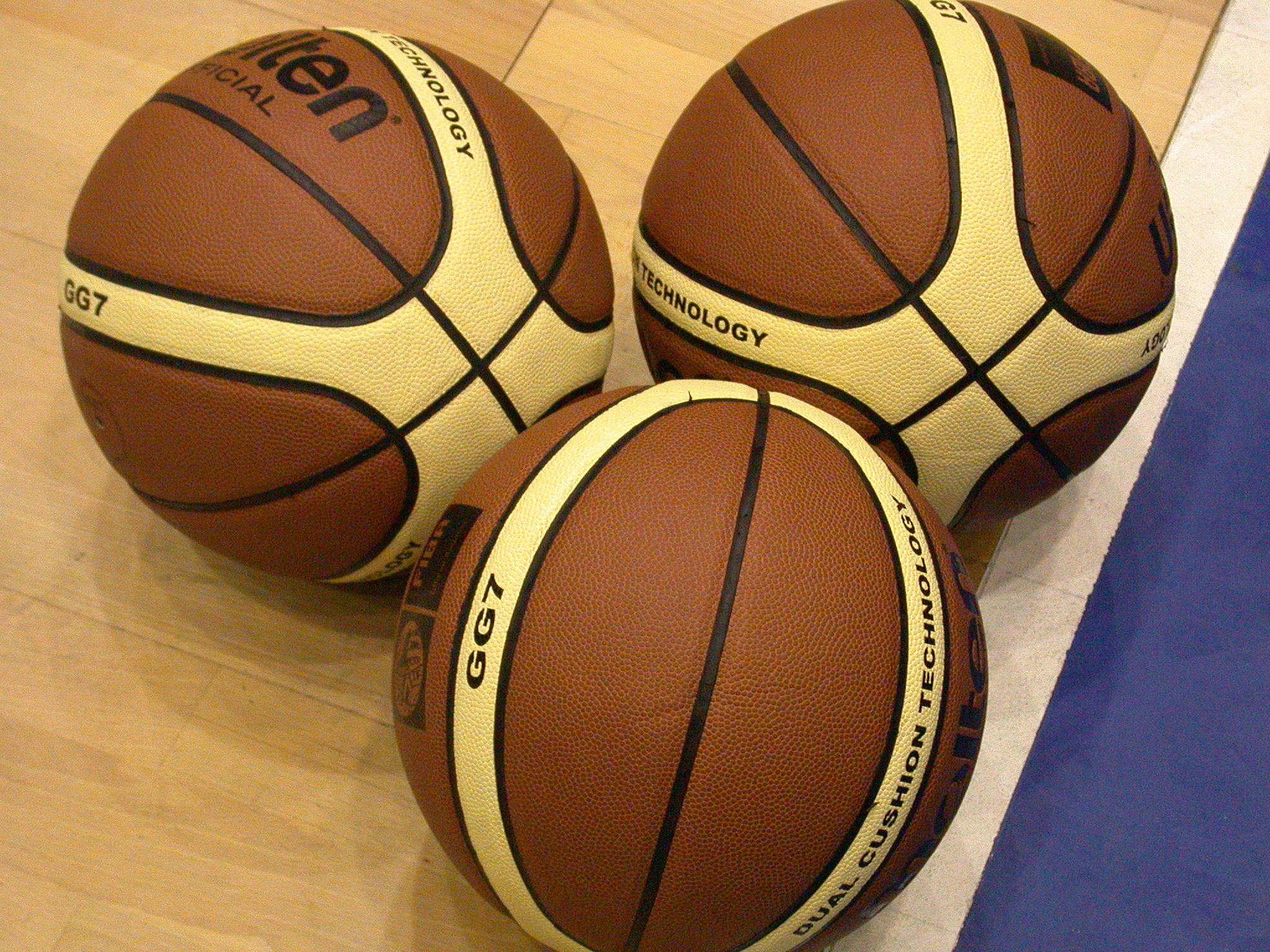
FIBA Basketbälle

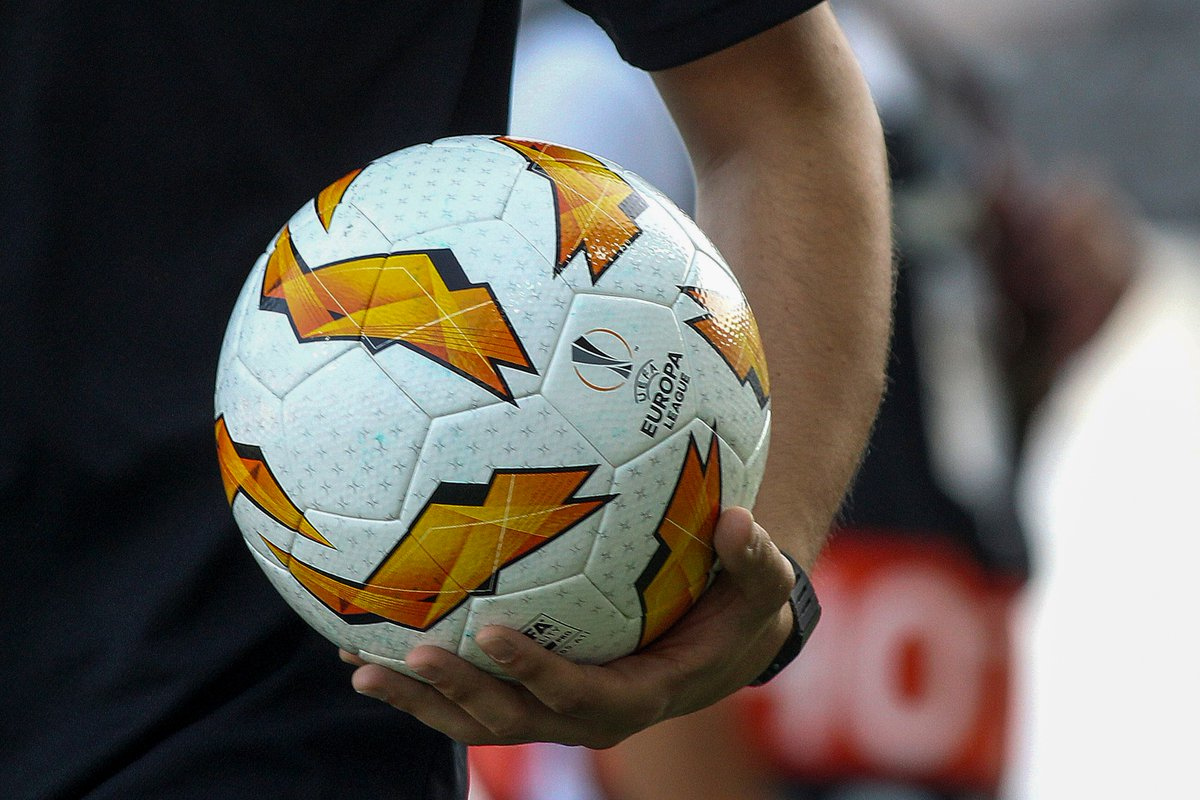
UEFA Europa League Spielball

Das 1958 gegründete Unternehmen Molten ist der weltweit größte Hersteller von Bällen und Sportgeräten. Molten USA, Inc. wurde 1983 gegründet, um diese Qualitätssportbälle auf den US-Markt zu bringen. Ursprünglich in Südkalifornien ansässig, zog Molten USA 1988 in den Norden Nevadas um und ist heute in der Region Reno-Sparks zu Hause.
Nur sechs Jahre nach ihrer Gründung waren die Basket-, Volley- und Fußbälle von Molten die offiziellen Bälle der Olympischen Spiele 1964 in Tokio. Molten war der offizielle Basketball für die Olympischen Spiele in Los Angeles (1984), Seoul (1988), Barcelona (1992), Atlanta (1996), Sydney (2000), Athen (2004), Peking (2008), London (2012) und Rio (2016). Molten-Basketbälle sind außerdem seit 30 Jahren der offizielle Ball des Internationalen Basketballverbands (FIBA). Höhepunkt: Basketball-Weltmeisterschaft der Herren und der Damen. Diese Meisterschaft wurde im August 2002 in Indianapolis zum ersten Mal in den Vereinigten Staaten ausgetragen.
Molten-Volleybälle wurden 1997 zum offiziellen Ball für die US-Nationalmannschaften und 2001 für die Jugendnationalmannschaften der Jungen und Mädchen. Gegenwärtig werden Molten-Volleybälle von Vereinen, Regionen, High Schools, Colleges und Turnieren in den gesamten USA verwendet.
In der Saison 2006/07 lieferte Molten Bälle für die europäische Eliteliga Euroleague, doch der Veranstalter der Liga, Euroleague Basketball, wechselte zu Nike als Basketball-Ausrüster.
Bei seinem ersten Engagement im Fußball stellte das Unternehmen seine Technologie für das Projekt Teamgeist zur Verfügung und lieferte den offiziellen Fußball als OEM an Adidas für die FIFA-Weltmeisterschaft 2006. Seit 2012 ist Molten Ausrüster von Alashkert, einem Fußballverein aus der ersten armenischen Liga.

### AFC
Seit 2019 liefert Molten den offiziellen Spielball für alle Klub- und Nationalmannschaftsturniere der Asiatischen Fußballkonföderation (AFC), darunter auch für den AFC Asien-Cup 2019. Der Molten Acentec wurde speziell für den Asien-Cup entwickelt und basiert auf dem Vantaggio 5000.
Die einzige Ausnahme ist die AFC Champions League, für die Molten Adidas-Spielbälle zur Verfügung stellt (Molten ist der offizielle Hersteller und Vertreiber von Adidas-Fußbällen in Japan). Ab der Saison 2021 wurden jedoch auch in der AFC Champions League Spielbälle der Marke Molten verwendet, nachdem Molten einen Dreijahresvertrag mit dem Verband bis 2024 verlängert hat.

### UEFA Europa und die Europa Conference League
Am 23. Oktober 2017 gab die UEFA bekannt, dass die Molten Corporation einen Dreijahresvertrag als offizieller Spielball-Lieferant für die UEFA Europa League unterzeichnet hat, der Adidas in den Spielzeiten 2018/19, 2019/20 und 2020/21 ablöst. „Molten UEFA Europa League“ ist der Name der offiziellen Spielbälle des Turniers während des Dreijahresvertrags. Diese Fußbälle basieren auf dem Molten Vantaggio 5000 – einem hochwertigen, von der FIFA und der NFHS zugelassenen Spielball –, allerdings mit einem individuellen Design.
Am 4. Februar 2021 haben sich Molten und die UEFA darauf geeinigt, den Dreijahresvertrag zu verlängern und die offiziellen Spielbälle für die UEFA Europa League und die neu geschaffene UEFA Europa Conference League zu liefern.

### IHF Handball
Molten ist seit 2014 offizieller Partner der International Handball Federation (IHF) und liefert in dieser Rolle die offiziellen Spielbälle für alle von der IHF organisierten Spiele.

### Basketballnationalmannschaften
Molten war der Ausrüster der malaysischen Basketballnationalmannschaft bei der Qualifikation für den FIBA Asia Cup 2021.